# Orbánhegy
Orbánhegy (pisane łącznie) – jedno z osiedli XII dzielnicy Budapesztu. Nazwa pochodzi od znajdującego się tu wzgórza Orbán-hegy.

## Położenie
Osiedle położone jest w granicach określonych ulicami: Gyöngyvirág út do Tündér utca - Diana utca - Istenhegyi út - Németvölgyi út - Tamási Áron utca - Csorna utca - Hangya utca - Költő utca - Tündér utca do Gyöngyvirág út.

## Historia
Wzgórze zostało nazwane imieniem świętego Urbana (szent Orbán), patrona winiarzy, przez okolicznych niemieckich osadników. W 1847 r. w wyniku reformy nazewnictwa przeprowadzonej przez Gábora Döbrenteiego, zmieniono nazwę wzgórza o wysokości 286 m z dotychczasowej niemieckiej Urbaniberg, na będącą jej dosłownym tłumaczeniem węgierską nazwę Orbán-hegy.
Wielka inwazja filoksery z końca XIX wieku zniszczyła uprawę winorośli w tej okolicy.